# 约书亚·切普特盖
约书亚·基普鲁伊·切普特盖（Joshua Kiprui Cheptegei，1996年9月12日—）是一名乌干达长距离赛跑运动员。在2017年，他成为2017年世界田径锦标赛10000米赛跑银牌得主。在2018年，他创造了15公里赛跑的新的世界纪录。在2019年，他成为了世界越野锦标赛的冠军。那一年他也在2019年世界田径锦标赛10000米赛跑男子决赛中赢得金牌。2020年8月14日，切普特盖在国际田联钻石联赛摩納哥站打破男子5000米世界紀錄。2020年10月7日，切普特盖以26分11秒00打破男子10000米世界纪录。2024年8月2日，切普特盖以26分43秒14获得巴黎奥运会男子10000米冠军，并打破尘封16年的奥运纪录。